# 久爾秋利
55°29′16″N 54°52′10″E / 55.48778°N 54.86944°E
久爾秋利（俄语：Дюртюли）是俄羅斯巴什科爾托斯坦共和國的一座城市，位於該國西北部別拉亞河畔。2002年人口29,984人。
1795年已為人所知，1989年建市。